# Anaglyptus scolopax
Anaglyptus scolopax är en skalbaggsart som beskrevs av Holzschuh 1999. Anaglyptus scolopax ingår i släktet Anaglyptus och familjen långhorningar. Inga underarter finns listade i Catalogue of Life.